# Rogowo (powiat łobeski)

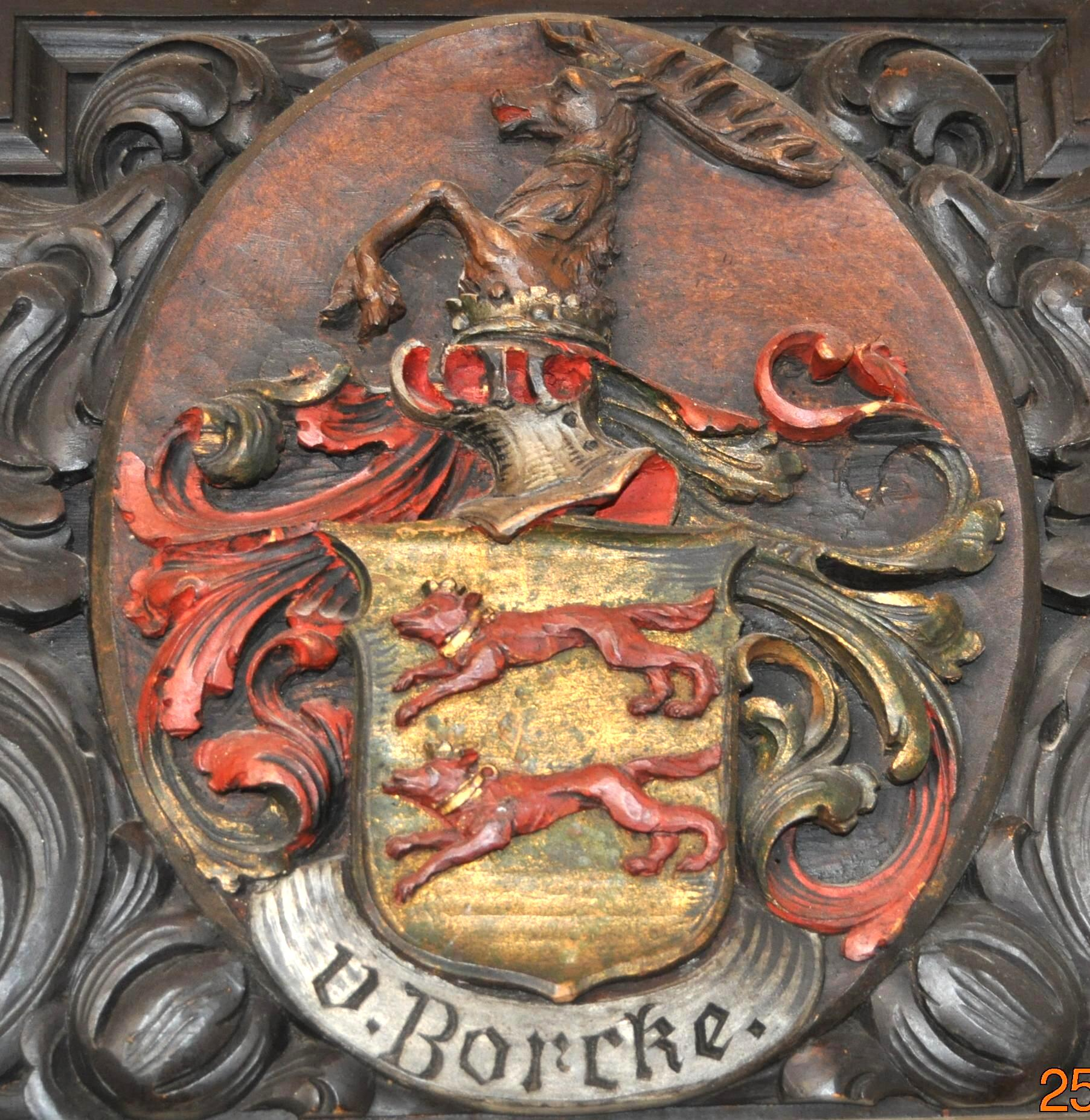
Herb rodowy rodu Borcke

Rogowo (niem. Roggow A) – wieś sołecka w Polsce, położona w województwie zachodniopomorskim, w powiecie łobeskim, w gminie Radowo Małe.
| SIMC    | Nazwa   | Rodzaj     |
| ------- | ------- | ---------- |
| 0782280 | Uklejki | przysiółek |

## Historia
Wieś tę w spadku po rodzicach w roku 1568 otrzymała Sydonia von Borck. W latach 1818–1945 administracyjnie należała do Landkreis Regenwalde (Powiat Resko) z siedzibą do roku 1860 w Resku, a następnie w Łobzie. Do 1954 roku wieś była siedzibą gminy Rogowo. W latach 1975–1998 wieś należała administracyjnie do województwa szczecińskiego.

## Nazwa
Wieś wzmiankowana w 1447 jako Roggowe, Rogow. Na mapie Lubinusa z 1618 nosi nazwę Roggow. Do 1947 wieś nosiła nazwę Roggow A, następnie Rogowo. Obecna nazwa miejscowości ma związek z nazwą historyczną.

## Demografia
W roku 1910 wieś miała 251 mieszkańców, a w 1925 gmina Roggow A liczyła 546 osób (264 mężczyzn i 282 kobiety) i miejscowości Hoffelde, Kolonie Louisenhof, Roggow A, Vorwerk Wilhelmsthal, Wieck. W 1932 r. było tu 546 mieszkańców, w tym 539 wyznawców kościoła ewangelickiego. W 1933 wieś liczyła 520 mieszkańców, a w 1939 było 461. W roku 2021 wieś miała 124 mieszkańców.

## Zabytki
- Kościół pw. św. Michała Archanioła prawdopodobnie zbudowany został na miejscu wcześniejszej świątyni bo posiada katakumby. Nad głównym wejściem wmurowana jest kamienna płyta z czterema herbami i datą 1696 kiedy zakończono budowę. Fundatorem głównym był Joachim Balthasar von Dewitz w latach 60. XVII wieku. W 1870 roku obiekt został regotycyzowany. Wewnątrz znajduje się ołtarz z datą 1710. Obecnie istniejąca murowana z cegły świątynia datowana jest na wiek XVII. Kościół jest salowy z wielobocznym prezbiterium i dwukondygnacyjną wieżą zachodnią i został przebudowany w 1870 r. Budynek jest na rzucie prostokąta, salowy, zakończony od strony prezbiterium trójbocznie, od strony południowej zakończony wieżą dzwonniczą. Kościół jest otynkowany. Obiekt wpisano do rejestru zabytków w 1958 roku[16][17].

## Osoby związane z Rogowem
- Gottlob Mathias von Borcke (ur. 26 lipca 1717 w Wriezen – zm. 10 marca 1797 w Rogowie) — pruski generał, dowódcą 7 Pułku Dragonów. Odznaczony orderem Pour le Mérite.

## Galeria

Wieś Roggow na mapie Lubinusa z 1618 r.